# Ришар, Эдмон
Эдмо́н Риша́р (род. 6 января 1927, Париж) — французский кинооператор. Снял более пятидесяти фильмов; работал, в частности, с Орсоном Уэллсом и Луисом Бунюэлем.
За операторскую работу в фильме «Отверженные» (1982) номинировался на премию «Сезар».

## Избранная фильмография
- 1962 — Процесс / The Trial
- 1965 — Фальстаф / Chimes at Midnight
- 1968 — Манон 70 / Manon 70
- 1972 — Скромное обаяние буржуазии / Le Charme discret de la bourgeoisie
- 1972 — Бег зайца через поля / La Course du lièvre à travers les champs
- 1974 — Призрак свободы / Le Fantôme de la liberté
- 1982 — Отверженные / Les Misérables
- 1991 — Майрик / Mayrig
- 1994 — Бонсуар / Bonsoir